# Aeroportul Gorom Gorom
Aeroportul Gorom Gorom (IATA: XGG, ICAO: DFEG) este un aeroport din Gorom-Gorom Department⁠(d), Oudalan⁠(d), Sahel Region⁠(d), Burkina Faso ce deservește zona Gorom-Gorom.
Situat la o altitudine de 285 m, aeroportul dispune de o singură pistă.